# Eugen von Lommel
Pour les articles homonymes, voir Lommel (homonymie).
Eugen Cornelius Joseph von Lommel (né le 19 mars 1837 à Edenkoben et mort le 19 juin 1899  à Munich) est un physicien bavarois. On a donné son nom aux polynômes de Lommel, à la fonction de Lommel (en) et à l'équation différentielle associée, ainsi qu'à la fonction de Lommel-Weber (en). Il a également été le directeur de thèse de Johannes Stark, prix Nobel de physique.
Lommel est né à Edenkoben en Palatinat du Rhin dans le royaume de Bavière. Il a étudié les mathématiques et la physique à l'université de Munich entre 1854 et 1858. De 1860 à 1865, il a enseigné la physique et la chimie à l'école cantonale de Schwytz. De 1865 à 1867, il a enseigné à l'école supérieure de Zurich tout en étant privat-docent à l'École polytechnique fédérale de Zurich. De 1867 à 1868, il a été nommé professeur de physique à l'université de Hohenheim. Enfin, il a été affecté à une chaire de physique expérimentale à l'université d'Erlangen-Nuremberg en 1868 avant de revenir en 1886 à l'université de Munich, où il est mort en 1899. 

## Travaux de Lommel
- Studien über die Besselschen Funktionen, (Leipzig 1868)
- Wind und Wetter, München (1873)
- Das Wesen des Lichts, Leipzig (1874)
- Über die Interferenz des gebeugten Lichts, Erlangen (1874-76)
- Lexikon der Physik und Meteorologie, Leipzig (1882)
- Die Beugungserscheinungen geradlinig begrenzter Schirme, München (1886)
- Die Beugungsrescheinungen einer kreisrunden Öffnung, München (1884)
- Lehrbuch der Experimentalphysik, Leipzig (8. A. 1902)